# (65407) 2002 RP120
(65407) 2002 RP120, também escrito como (65407) 2002 RP120, é um corpo celeste que detém a distinção de ser o mais excêntrico dos asteroides numerados (a partir de julho de 2004). É também um membro de um grupo muito exclusivo de asteroides retrógrados, que tem apenas dois membros numerados (o outro é o 20461 Dioretsa). Sua classificação é incerta, já que é ao mesmo tempo um Damocloide (um objeto com órbita altamente inclinada e bastante excêntrica que é provável que seja um cometa extinto) e um objeto do Disco disperso (objeto transnetuniano com uma órbita muito excêntrica, provavelmente ejetado da eclíptica pelo planeta Netuno). O mesmo possui uma magnitude absoluta de 12,3 e tem um diâmetro estimado com cerca de 15 km.

## Descoberta
(65407) 2002 RP120 foi descoberto no dia 4 de setembro de 2002 pelo astrônomo Brian A. Skiff através do programa LONEOS.

## Órbita
A órbita de (65407) 2002 RP120 tem uma excentricidade de 0,955 e possui um semieixo maior de 54,879 UA. O seu periélio leva o mesmo a uma distância de 2,486 UA em relação ao Sol e seu afélio a 107,271 UA.

## Ligações externa
- Orbital simulation from JPL (Java)
- Horizons Ephemeris